# Phineas and Ferb: Across the Second Dimension
Phineas and Ferb: Across the Second Dimension (bra: Phineas e Ferb: O Filme - Através da 2ª Dimensão; prt: Phineas e Ferb: Através da 2ª Dimensão) é um Filme Original do Disney Channel baseado na série de televisão Phineas e Ferb, que estreou originalmente no dia 5 de agosto de 2011 nos Estados Unidos.
No Brasil, o filme estreou em 20 de agosto de 2011 e em Portugal, estreou em 17 de setembro de 2011. Em janeiro de 2012, o filme estreou no Telecine Premium (fazendo parte do acordo Walt Disney - Globosat). Foi confirmado por Jeff "Swampy" Marsh em uma entrevista no programa The Daily Telegraph.

## Sinopse
É o aniversário de Perry, mas, nesse dia, ele foge e Phineas e Ferb começam a desconfiar dele, enquanto Candace tenta tornar-se adulta pois Jeremy dizer que vai para a universidade.
Após Phineas e Ferb serem lançados por uma catapulta que construíram, acabam destruindo a nova máquina de viagem interdimensional de Heinz Doofenshmirtz e ajudam a consertá-lo, é então que aparece o Agente P.
Phineas e Ferb vêem Perry e apresentam-no a Doofenshmirtz, mas Perry morde Heinz e faz xixi no sofá para que não o ajudem, mas sem êxito, pois a máquina já está pronta. Heinz, ao tentar substituir o sofá que Perry sujou, passa pelo portal junto com os meninos e conhece o seu eu de outra dimensão. Nessa realidade, Heinz é líder e ditador do planeta e transformou Perry em um ciborgue, chefe do seu exército.
No final, apagam a memória de todos para Perry não ir embora, e Isabella finalmente beija Phineas pois ele irá esquecer disso, mas é possível perceber que ele gostaria de ter lembrado disso.
Depois, vemos que Perry tem fotos de toda essa aventura.